# 纪业马
纪业马（法語：Jacques Guillermaz，法語發音：[ʒak ɡijɛʁma]；1911年1月16日—1998年2月4日），法国外交官、军官、中国近代史学者。纪业马于1937-1943年担任驻华武官，1943年回法国参加解放战争，1945-1951年返华任职，并继续为法国政府提供亚洲政策建议。1958年，纪业马创立了法国近代与现代中国研究中心（Centre d'études sur la Chine moderne et contemporaine，CECMC），并撰写了大量有关现代中国事务的著作。其尤以中共党史研究而闻名。